# Костёл Пресвятой Девы Марии Королевы Мира (Вильнюс)
Костёл Пресвято́й Де́вы Мари́и Короле́вы Ми́ра (лит. Vilniaus Švenčiausios Mergelės Marijos, Taikos Karalienės bažnyčia) — приходской католический костёл в Вильнюсе, в районе Науйойи-Вильня, по адресу улица Пяргалес 34а (Pergalės g. 34a). Службы проходят на польском (в будние дни в 17 часов, в воскресенье в 8, 10, 14 часов, литовском (в будние дни в 18 часов, в воскресенье в 12 часов); по воскресеньям в 18 часов на литовском и польском языках. Служба на русском языке в 13 часов в воскресенье. К костёлу относится также часовня Господа Нашего Иисуса Христа, Доброго Пастыря, в Величёнисе. Администратор костёла Эдуардас Кирстукас (лит. Kun. Dr. Eduardas Kirstukas), викарии Алексаднр Романовски(лит.   Kunigas Aleksandr Romanovski),

## История

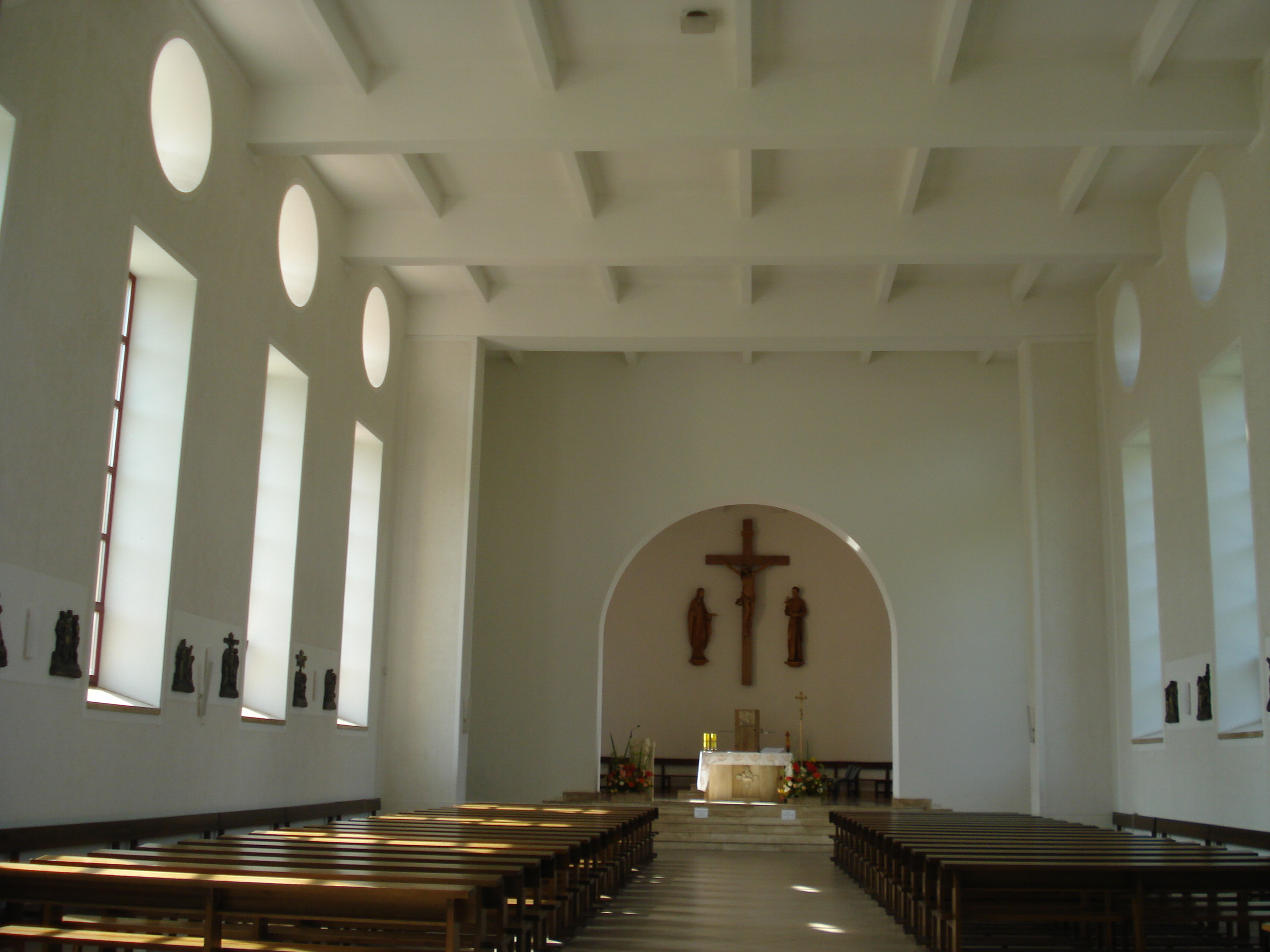
Интерьер костёла

Потребность в ещё одном, помимо костёла Святого Казимира, костёле в Новой Вильне возникала в связи с быстрым ростом жителей и размещённым здесь военным гарнизоном.
На территории психиатрической лечебницы в Новой Вильне с 1903 года имелась католическая часовня. На её месте в 1938 году было начато строительство нового костёла, спроектированного архитектором Яном Боровским. Храм должен был носить имя святого Станислава Костки. Строили его польские солдаты. С началом Второй мировой войны строительство храма прекратилось.
Построенное здание использовался как спортзал, затем сдавался в аренду винной фабрике, позднее строительному управлению под склад.

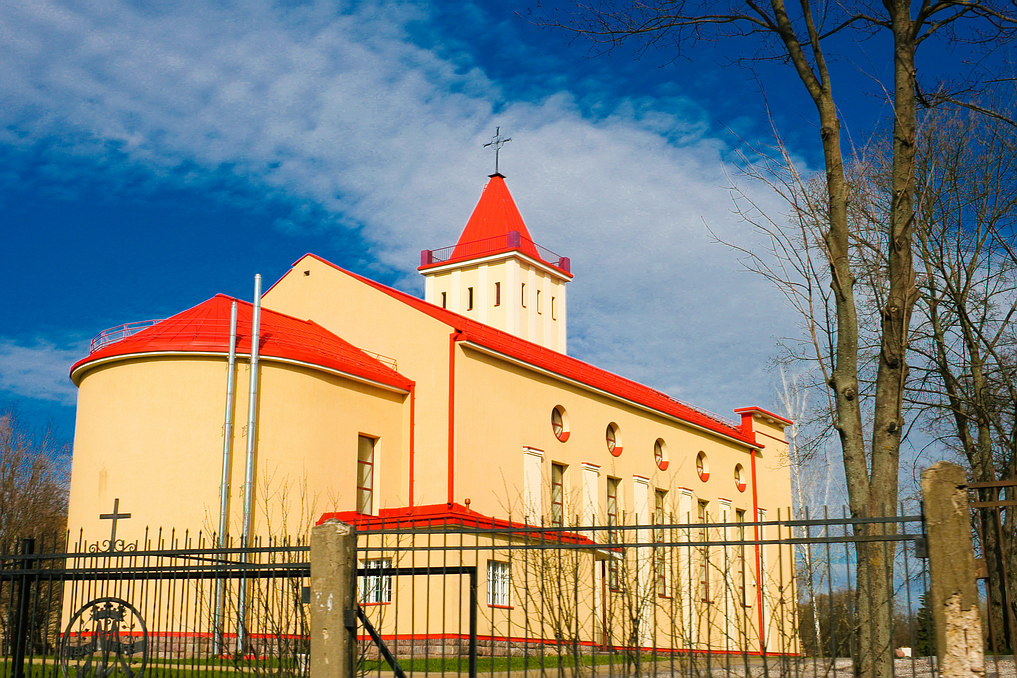
Апсида и ограда костёла

После восстановления независимости Литвы образовалась инициативная группа по созданию прихода со своим храмом. После завершения строительных работ 8 июня 2002 года костёл был освящён во имя Пресвятой Девы Марии Королевы.